# Maria Hilfe der Christen (Kressbronn)

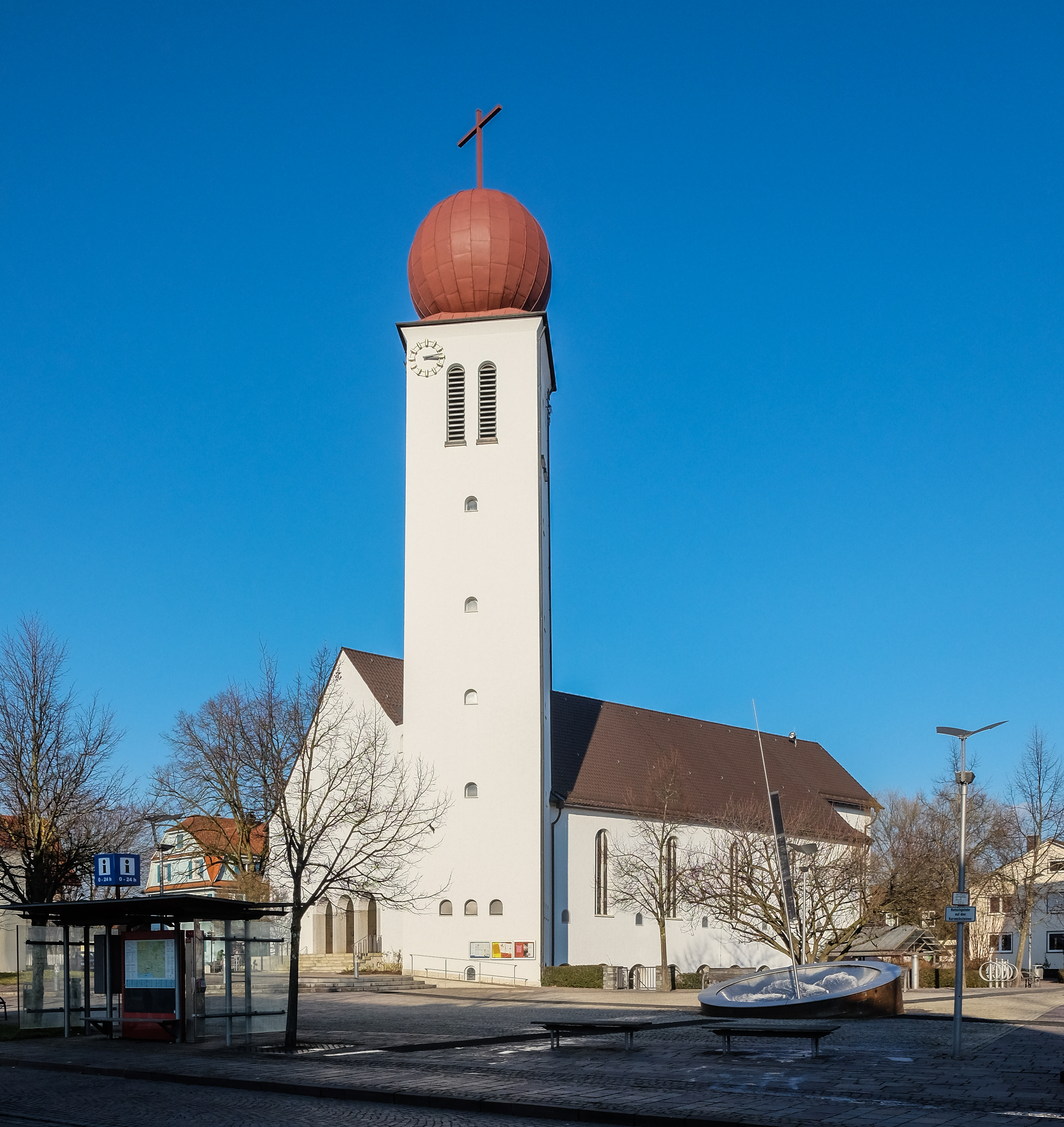
Maria Hilfe der Christen in Kressbronn

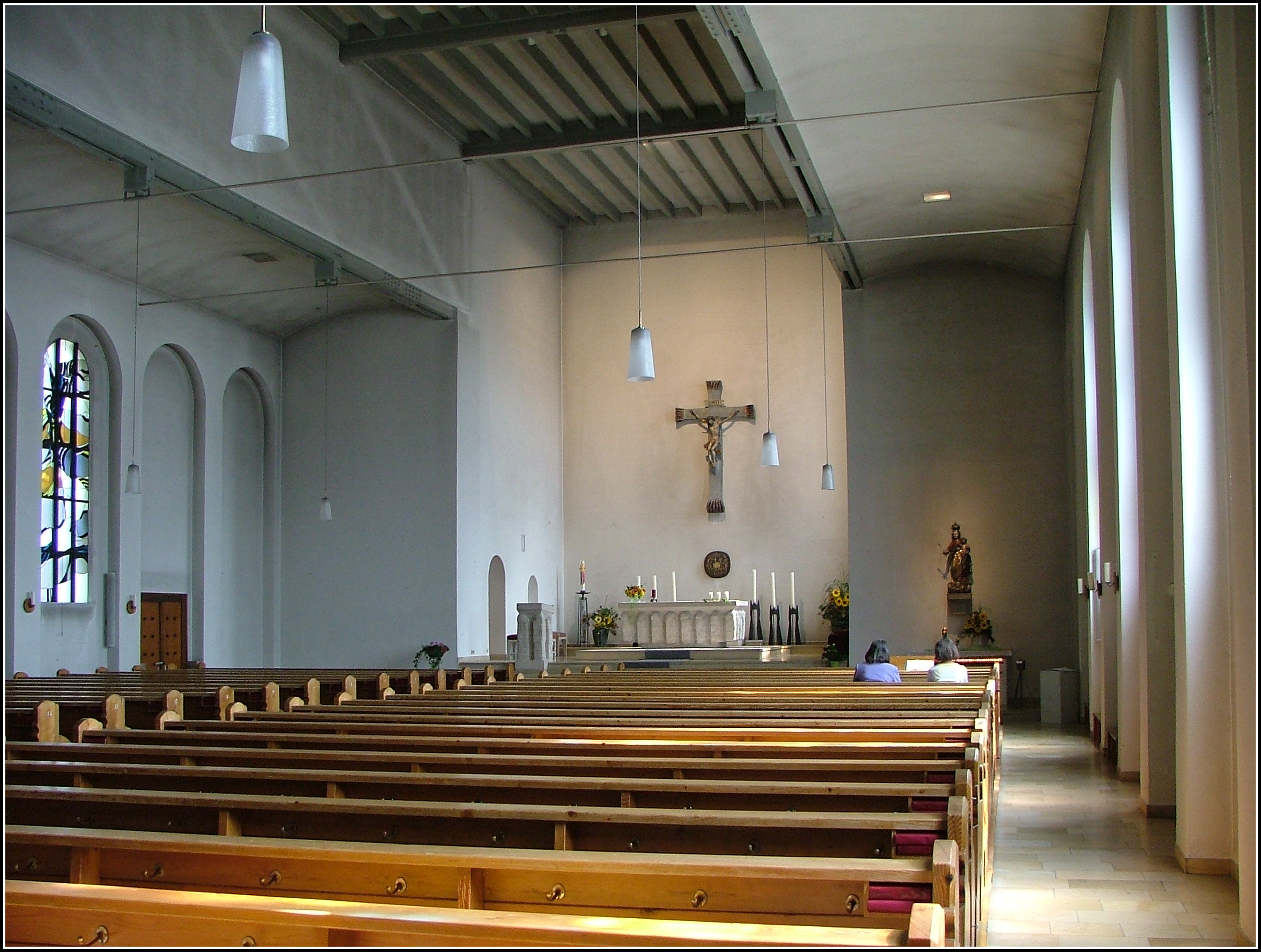
Innenansicht (2003)

Die römisch-katholische Pfarrkirche Maria Hilfe der Christen steht in Kressbronn am Bodensee, einer Gemeinde im Bodenseekreis in Baden-Württemberg. Die Kirchengemeinde gehört zur Diözese Rottenburg-Stuttgart. Das Bauwerk ist beim Landesamt für Denkmalpflege Baden-Württemberg als Baudenkmal eingetragen.

## Beschreibung
Die Saalkirche wurde 1936 nach einem Entwurf von Hans Herkommer in der Architektur der Moderne erbaut. Sie besteht aus einem Langhaus, einem eingezogenen, gerade geschlossenen Chor im Osten, der Sakristei an der Nordostecke des Chors, und einem vor der Südwestecke des Langhauses schräg gestellten Kirchturm, dessen oberstes Geschoss die Turmuhr und den Glockenstuhl beherbergt, und der mit einer Zwiebelhaube bedeckt ist. 
Der Innenraum des Langhauses ist mit einer gestuften Flachdecke überspannt. Die Orgel wurde 2005 als Opus 53 von Josef Maier gebaut.